# 1921-es argentin labdarúgó-bajnokság (első osztály)
Az 1921-es Primera División volt a 30. alkalommal megrendezett, legmagasabb szintű labdarúgó-bajnokság Argentínában.
A bajnokság továbbra is két részből állt. Két bajnokcsapat a Huracán és a Racing Club.

## AFA – Argentin labdarúgó-szövetség
A Banfield csapata a másik ligához csatlakozott. A Platense (Retiro) csapata 6 mérkőzés visszavonult az első osztályból, a meccseket pedig semmisnek nyilvánították.
| Hely. | Csapat             | M  | Gy | D | V  | G+ | G– | Gk  | P  | Továbbjutás vagy kiesés |
| ----- | ------------------ | -- | -- | - | -- | -- | -- | --- | -- | ----------------------- |
| 1.    | Huracán (B)        | 18 | 14 | 3 | 1  | 54 | 15 | +39 | 31 | Bajnokcsapat            |
| 2.    | Del Plata          | 18 | 12 | 4 | 2  | 27 | 11 | +16 | 28 |                         |
| 3.    | Boca Juniors       | 18 | 10 | 5 | 3  | 30 | 17 | +13 | 25 |                         |
| 4.    | Nueva Chicago      | 18 | 6  | 7 | 5  | 13 | 12 | +1  | 19 |                         |
| 5.    | El Porvenir (F)    | 18 | 6  | 7 | 5  | 17 | 22 | −5  | 19 |                         |
| 6.    | Sportivo del Norte | 18 | 4  | 8 | 6  | 17 | 22 | −5  | 16 |                         |
| 7.    | Sportivo Barracas  | 18 | 5  | 4 | 9  | 22 | 31 | −9  | 14 |                         |
| 8.    | Estudiantes (LP)   | 18 | 5  | 3 | 10 | 17 | 34 | −17 | 13 |                         |
| 9.    | Sportivo Palermo   | 18 | 3  | 4 | 11 | 14 | 28 | −14 | 10 |                         |
| 10.   | Porteño            | 18 | 0  | 5 | 13 | 10 | 29 | −19 | 5  |                         |

## AAmF – Argentin amatőrök labdarúgó-szövetsége
A General Mitre csapatát 17 mérkőzés után kizárták a bajnokságból, a lejátszott meccseket semmisnek nyilvánították.
| Hely. | Csapat                  | M  | Gy | D  | V  | G+ | G– | Gk  | P  | Továbbjutás vagy kiesés |
| ----- | ----------------------- | -- | -- | -- | -- | -- | -- | --- | -- | ----------------------- |
| 1.    | Racing Club (B)         | 38 | 30 | 6  | 2  | 73 | 16 | +57 | 66 | Bajnokcsapat            |
| 2.    | River Plate             | 38 | 25 | 4  | 9  | 69 | 30 | +39 | 54 |                         |
| 3.    | Independiente           | 38 | 22 | 9  | 7  | 62 | 28 | +34 | 53 |                         |
| 4.    | Gimnasia y Esgrima (LP) | 38 | 23 | 6  | 9  | 64 | 39 | +25 | 52 |                         |
| 5.    | Defensores de Belgrano  | 38 | 20 | 8  | 10 | 42 | 28 | +14 | 48 |                         |
| 6.    | San Lorenzo             | 38 | 20 | 7  | 11 | 47 | 25 | +22 | 47 |                         |
| 7.    | Tigre                   | 38 | 15 | 13 | 10 | 61 | 53 | +8  | 43 |                         |
| 8.    | Platense                | 38 | 16 | 10 | 12 | 63 | 38 | +25 | 42 |                         |
| 9.    | Atlanta                 | 38 | 17 | 7  | 14 | 47 | 44 | +3  | 41 |                         |
| 10.   | Banfield                | 38 | 16 | 6  | 16 | 47 | 43 | +4  | 38 |                         |
| 11.   | Barracas Central        | 38 | 15 | 7  | 16 | 47 | 47 | 0   | 37 |                         |
| 12.   | Vélez Sarsfield         | 38 | 13 | 10 | 15 | 53 | 43 | +10 | 36 |                         |
| 13.   | Sportivo Almagro        | 38 | 14 | 6  | 18 | 40 | 54 | −14 | 34 |                         |
| 14.   | Estudiantes (BA)        | 38 | 12 | 8  | 18 | 38 | 57 | −19 | 32 |                         |
| 15.   | Lanús                   | 38 | 10 | 8  | 20 | 33 | 60 | −27 | 28 |                         |
| 16.   | Sportivo Buenos Aires   | 38 | 8  | 11 | 19 | 38 | 62 | −24 | 27 |                         |
| 17.   | Quilmes                 | 38 | 8  | 9  | 21 | 43 | 65 | −22 | 25 |                         |
| 18.   | Estudiantil Porteño     | 38 | 9  | 6  | 23 | 38 | 58 | −20 | 24 |                         |
| 19.   | San Isidro              | 38 | 8  | 6  | 24 | 33 | 78 | −45 | 22 |                         |
| 20.   | Ferro Carril Oeste      | 38 | 2  | 7  | 29 | 22 | 92 | −70 | 11 |                         |